# Alphonso, earl av Chester
Alphonso, earl av Chester, född 24 november 1273 i Bayonne, död 19 augusti 1284 var det nionde barnet till Edvard I av England och Eleanora av Kastilien. Han uppkallades efter sin morbror Alfonso X av Kastilien.
Alphonso, earl av Chester avled på Windsor Castle, tio år gammal kort efter broderns (senare Edvard II av Englands) födelse. Hans död ledde till att Edvard blev Edvard I:s ende överlevande manlige arvtagare. Alphonso begravdes i Westminster Abbey.